# Ogcodes colombiensis
Ogcodes colombiensis este o specie de muște din genul Ogcodes, familia Acroceridae, descrisă de Evert I. Schlinger în anul 1960.
Este endemică în Columbia. Conform Catalogue of Life specia Ogcodes colombiensis nu are subspecii cunoscute.